# Accordéon Mélancolique
Accordéon Mélancolique ist ein niederländisches Akkordeonduo, das aus Cherie de Boer (* 10. Juni 1950 in Jakarta) und Jean-Pierre Guiran (* 27. Januar 1957 in Vlissingen) besteht.

## Geschichte
Das Duo wurde 1984 gegründet. 1997 wurden sie anlässlich des 50. Jahrestages des Marshallplans gebeten, in Rotterdam, Niederlande, unter anderen für Bill und Hillary Clinton, den niederländischen Kronprinzen Willem-Alexander und den ehemaligen niederländischen Premierminister Wim Kok zu spielen. Ihre erste CD, L’Imparfait du Cœur, erschien 1998 und wurde vom schwedischen Akkordeonmagazin Dragspels Nytt als beste Akkordeon-CD des Jahres 1999 ausgezeichnet. Daraufhin spielten sie im Sommer 2000 und 2003 auf zahlreichen Festivals in Island und Dänemark. Insgesamt brachte das Duo sieben CDs heraus. Die Noten für ihre Musik sind ebenfalls erhältlich.

## Stil
Das Duo spielt immer mehr eigene Kompositionen. Ihre Inspiration beziehen sie von französischem Musettewalzer und chansons, von italienischer Volksmusik, Antillen Walzern, indonesischen Kronchongmelodien, argentinischen Tangos, jüdischer und griechischer Folklore, Swingstandards, romantischer Zigeunermusik, klassischer Musik, Merengue und Tex-Mex. Als zentrales Thema in ihrer Musik fungiert die Rolle der Stille.

„Indem sie bewusst die Stille neben dem Ton als Baustein in ihre Musik integrieren, erhalten selbst die einfachsten Stücke eine intensive Spannung, was den rhythmischen Melodien einen zusätzlichen Reiz verleiht.“

## Diskografie

### Alben
| Jahr | Titel               |
| ---- | ------------------- |
| 2015 | Aquarelles          |
| 2012 | Gratitude           |
| 2008 | Les Invités         |
| 2006 | Le Nid Aimé         |
| 2003 | Petits Fours Frais  |
| 2002 | Parade des Poules   |
| 1998 | L'Imparfait du Cœur |

### Notenhefte
| Jahr | Titel               |
| ---- | ------------------- |
| 2013 | Gratitude           |
| 2008 | Les Invités         |
| 2006 | Le Nid Aimé         |
| 2002 | Parade des Poules   |
| 1998 | L'Imparfait du Cœur |

## Kompositionen J.P. Guiran
Die Kompositionen Jean-Pierre Guirans hebt die zentrale Rolle der Melodie hervor. Die Ausdruckskraft wird durch den Einsatz verschiedener Rhythmen verstärkt, sowie durch die Harmonie, der die Rolle einer zweiten Stimme zukommt.

### 2015
- Mermaid
- Quicksand
- Swan & Swan
- Aquarelle d’Amour
- Warm Bath
- Damselfly
- Meeting at the Lake
- Watering Place
- Ducklings
- the Heron and the Frog
- Water Cave
- Swell
- Swimming in the Winter
- Lullaby to the Sea
- Ebb and Flow

### 2012
- Eléphants Blancs
- Swiss Affair
- Gratitude I
- Gratitude II
- Gratitude III
- Bailamos la Vida
- Sans Queue ni Tête
- The Singing Moon
- Seaside
- Cinquante
- Santiago
- Rose de Salon

### 2008
- L'Arrivée des Invités
- Bougainville
- Clandestin
- The Dancing Tortoise
- Ma Chérie
- Padiki Dikitika
- Por el Camino Real (Coautor)
- Requiem pour une Rose
- Tonton Charles
- Tanah Tumpah Darah

### 2006
- Appelboom
- L'Esprit du Sud
- L'Heure Bleue
- Juif Errant
- Kripi Kripi
- Le Lac Minor
- Le Nid Aimé
- Maria Clara
- Merel
- Mon Chéri
- Solitude Heureuse
- Te Lang Alleen
- Within Five Minutes!

### 2003
- Cirque Mazurque

### 2002
- Café Vert
- Helena
- Mango
- Parade des Poules
- Tres Corazones (Coautor)
- Une Valse Anglaise S.V.P.

### 1998
- L'Imparfait du Cœur
- Passé composé

### 1997
- Polytour

## Verwendung der Musik

### Dokumentationen
- Broken Dreams. Suzanne van Leendert, van Osch Films, Niederlande, 2015.
- Portret van een Tuin. Rosie Stapel, Niederlande, 2014.
- Boi, Song of a Wanderer. Anne Marie Borsboom Filmproducties, Niederlande, 2014.
- Appie Baantjer als Diender. Profiel. KRO, Niederlande, 2008.
- Boren in de Zeebodem. Schooltv, Niederlande, 2005.
- De Koperen Ploeg. Kristie Stevens, Niederlande, 2005.
- Oud en der Dagen Zat. IKON, Niederlande, 2003.
- Picasso and Braque Go to the Movies. Martin Scorsese. USA, 2008.

### Filme
- Something Fishy. Puppet animation. Foolhardy Films, scenario Trevor Hardy, UK, 2012.
- De Laatste Dag. Direktor Saskia Diesing, Szenario Helena van der Meulen, Lemming Film, Niederlande, 2008.
- If God Wants. Diennet Productions, USA, 2009.
- Dag je dat wij niks leerde?. Ed van Herpt und Gwen Timmer, Stichting Filmgroep Parabel, Niederlande, 1981.

### Theater
- Because There Isn't Any. Johannes Wieland. Aufgeführt von der Juilliard School of Arts, New York, Verenigde Staten, 2008.[5]
- Petites Histoires.com. Kader Atou. Compagnie Accrorap, France, 2008. Aufgeführt, unter anderem, in Frankreich, den Niederlanden, den USA, und China.
- Resemblance. Tänzer: Melanie Aceto en Claire Jacob-Zysman. Melanie Aceto Contemporary Dance, New York, USA, 2006.
- EWES. Amaury Lebrun. Aufgeführt von Compañía Nacional de Danza II, Madrid, Spanien, 2010.[6]

### TV-Drama
- Man bijt Hond. NCRV, Niederlande, Dolle Dries Sterke Zeemansverhalen 2013 / 2014, Dave & Annu 2009.
- De Troon. Avro, Niederlande, 2010.